# Cueta gestroi
Cueta gestroi är en insektsart som beskrevs av Navás 1914. Cueta gestroi ingår i släktet Cueta och familjen myrlejonsländor. Inga underarter finns listade i Catalogue of Life.